# Verão do Amor

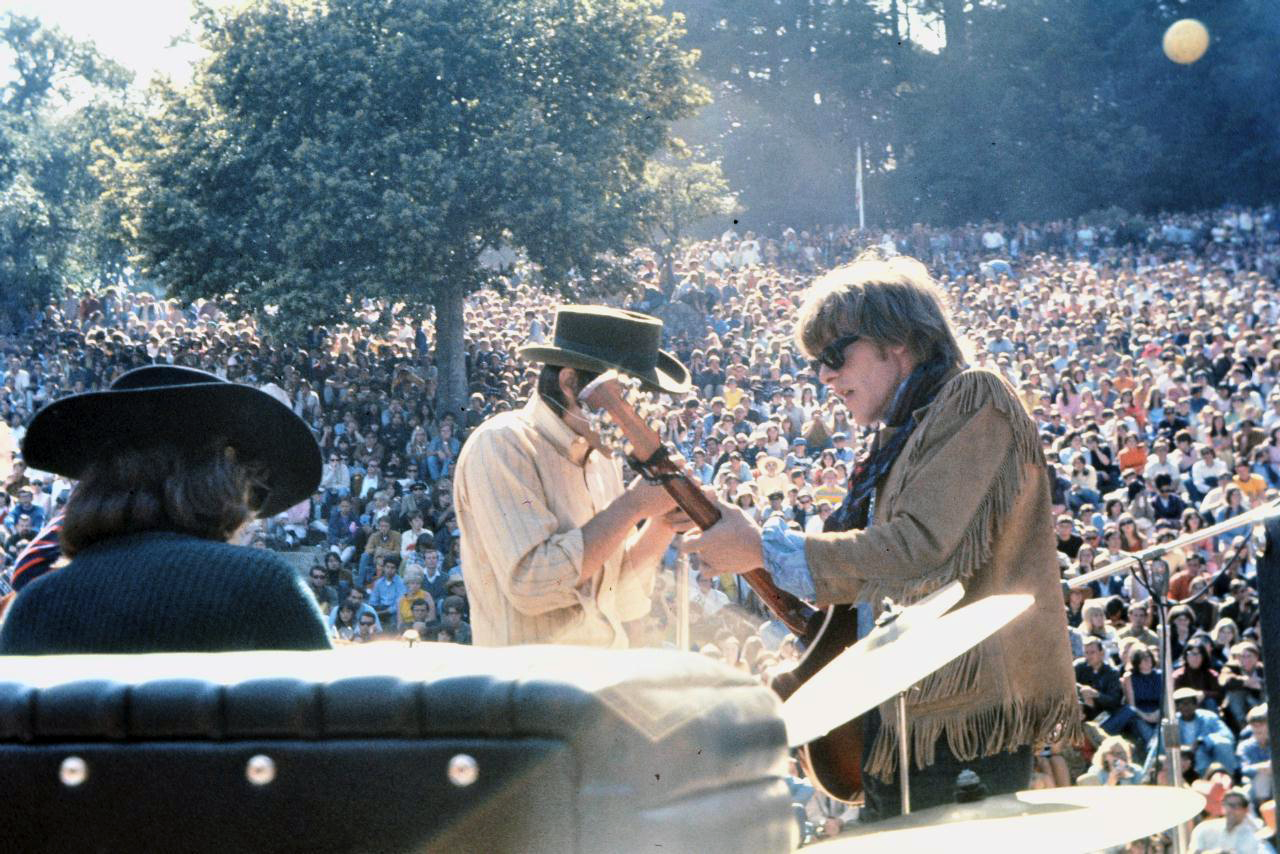
Spencer Dryden, Marty Balin e Paul Kantner, integrantes da banda Jefferson Airplane, durante apresentação no Fantasy Fair Festival, junho de 1967

Verão do Amor (em inglês: Summer of Love) foi um fenômeno social com manifestações em várias partes do mundo em meados de 1967 durante o verão do hemisfério norte. A passeata pela paz realizada no dia 15 de abril (na primavera) de 1967 em Nova York é considerada um marco do início desse fenômeno social. Essa manifestação reuniu cerca de 300 mil participantes, sendo o maior ato político realizado nos Estados Unidos até então.

## Descrição
O movimento contou com a participação de romancistas premiados, astros do rock, hippies, professores rebeldes e pessoas simples da classe média, para protestar contra a Guerra do Vietnã. Entre eles, estavam o médico e ativista Benjamin Spock, o cantor popular Pete Seeger e o líder do movimento pelos direitos civis, Martin Luther King Junior.
Por toda parte, começaram a despontar comunidades hippies: em Nova York, Seattle, Atlanta, Los Angeles, Chicago, Vancouver, e em toda a Europa. Os encontros tornaram-se a atividade preferida da contracultura nos Estados Unidos e na Europa. O de maior destaque, o epicentro da revolução hippie dos anos 1960, aconteceu no distrito de Haight-Ashbury, em São Francisco, onde milhares de jovens estabeleceram residência temporária - expressando-se através da música, das drogas e da prática do amor livre.
O Verão do Amor é considerado como tendo sido uma experiência social inovadora. A oposição à guerra foi um impulso para buscar valores e estilos de vida "alternativos". Uma nova era, na qual as pessoas "fariam amor, não guerra".

## Música
Totalmente associada ao movimento hippie e ao Verão do Amor, a canção "San Francisco (Be Sure to Wear Some Flowers in Your Hair)", cantada por Scott McKenzie, se tornou um dos maiores sucessos da época. A canção foi escrita por John Phillips, membro do grupo The Mamas & the Papas, que era um dos mais famosos na época e escreveu também a canção "California Dreamin'", que falava sobre a nostalgia do calor da Califórnia, onde ficava o maior número de hippies nos Estados Unidos.
A canção San Francisco foi criada para promover o Monterey Pop Festival e popularizar o movimento hippie. San Francisco chegou a alcançar o quarto lugar na Billboard Hot 100 nos Estados Unidos e alcançou primeiro lugar no Reino Unido e diversos países europeus. Estima-se que a canção já atingiu mais de 7 milhões de cópias vendidas mundialmente e continua lembrada até hoje, assim como "California Dreamin'", como um dos maiores sucessos do movimento hippie e dos anos 60.